# Rhinagrion elopurae
Rhinagrion elopurae är en trollsländeart som först beskrevs av Mclachlan in Selys 1886.  Rhinagrion elopurae ingår i släktet Rhinagrion och familjen Megapodagrionidae. IUCN kategoriserar arten globalt som nära hotad. Inga underarter finns listade i Catalogue of Life.